# Rixt van der Horst
Date	6 September 2024

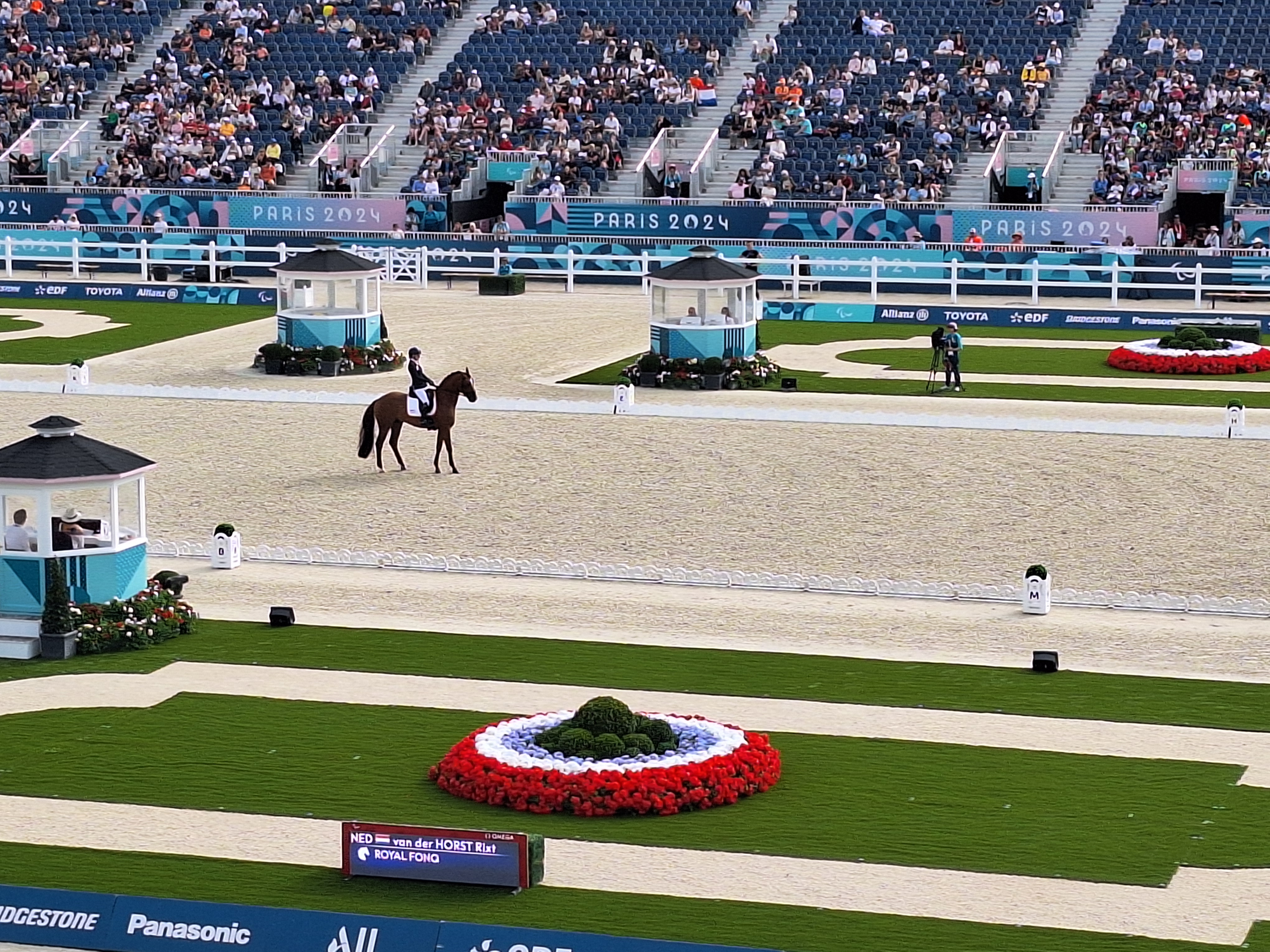
Rixt van der Horst met "Royal Fonq" (Paralympische Zomerspelen 2024)

Rixt van der Horst (26 januari 1992) is een paralympisch dressuuramazone. Ze is tweevoudig wereldkampioen (2014) en tweevoudig Europees kampioen (2015) met haar paard Uniek N.O.P.

## Biografie
Op 26 januari 1992 is Rixt van der Horst, samen met haar tweelingbroer, tien weken te vroeg ter wereld gekomen. Ze heeft hier meerdere handicaps aan overgehouden. Door een zuurstofgebrek bij de geboorte heeft ze onder andere spastische diplegie. Daarnaast heeft ze nog andere beperkingen, waaronder longemfyseem, nierafwijking, scoliose en het Parry-Rombergsyndroom. Dit laatste syndroom is erg zeldzaam en is in 2012 bij Rixt ontdekt.

## School en studie
In 2011 heeft ze haar atheneumdiploma behaald, met zowel een gezondheids- als economisch profiel. Daarna startte ze met de hbo-opleiding Biologie en Medisch Laboratoriumonderzoek. In het eerste studiejaar heeft ze haar propedeuse gehaald. In haar derde studiejaar heeft ze vanwege gezondheidsproblemen deze studie moeten afbreken.

## Uniek N.O.P.
Sinds september 2013 vormt Van der Horst een combinatie met haar paard Uniek N.O.P., mede mogelijk gemaakt door het Foppe Fonds (van Foppe de Haan). Ze is tevens ambassadrice van het Foppe Fonds.

## Resultaten

### Nationaal, Nederlandse kampioenschappen
- 2008: Reservekampioen (met Kim)
- 2009: Reservekampioen (met Kim)
- 2011: Vijfde plaats (met Vico Wald)
- 2012: Reservekampioen (met Vico Wald)
- 2014: Reservekampioen (met Uniek)
- 2015: Brons overall (met Uniek N.O.P.) eerste plaats grade II

### Internationaal
- 2013: CPEDI*** Mannheim: vierde, twee keer derde (met Vico Wald)
- 2013: CPEDI*** Roosendaal: twee keer tweede, derde (met Vico Wald)
- 2013: CPEDN Wetzlar: één keer eerste, twee keer tweede (met Uniek)
- 2014: CPEDI*** Deauville: drie keer tweede (met Uniek)
- 2014: CPEDI*** Mannheim: twee keer tweede, één keer vierde (met Uniek)
- 2014: CPEDI*** Roosendaal: drie keer eerste (met Uniek)
- 2014: CPEDI*** Überherrn: drie keer eerste (met Uniek)
- 2015: CPEDI*** Doha: drie keer eerste (met Uniek N.O.P.)
- 2015: CPEDI*** Deauville: drie keer eerste (met Uniek N.O.P.)
- 2015: CPEDI*** Roosendaal: 3x 1e plaats (met Uniek N.O.P.)
- 2015: CPEDI*** Uberherrn: drie keer eerste (met Uniek N.O.P.)

### Wereldruiterspelen
- 2014: Caen, eerste plaats (wereldkampioen) individuele proef (met Uniek)
- 2014: Caen, eerste plaats (wereldkampioen) Kür op muziek (met Uniek)
- 2014: Caen, tweede plaats (zilver) met de Nederlandse dressuurequipe (met Uniek)

### Europese kampioenschappen
- 2015: Deauville, eerste plaats (Europees kampioen) individuele proef (met Uniek N.O.P.)
- 2015: Deauville, eerste plaats (Europees kampioen) Kür op muziek (met Uniek N.O.P.)
- 2015: Deauville, tweede plaats (zilver) met de Nederlandse dressuurequipe (met Uniek N.O.P.)

## Onderscheidingen
- 2014: ‘Rabo Talent van het Jaar’ (als eerste Paralympische sporter ooit)
- 2014: Genomineerd voor ‘Gehandicapte sporter van het Jaar’ tijdens het NOC*NSF Sportgala
- 2014: ‘Gehandicapte Sporter van het Jaar’ van de provincie Friesland
- 2014: Zilveren sportpenning (gemeente Leeuwarden)
- 2014: Gouden speld (Koninklijke Nederlandse Hippische Sportbond)

## Projecten
Van der Horst is een van de 'Fryske Parasporthelden' van Sport Fryslân, een groep van tien talentvolle jongeren die een voorbeeld willen zijn voor de gehandicapte sporters in Friesland. Ze is daarnaast ambassadrice van het Foppe Fonds, dat in 2005 is opgericht en zich richt op kinderen en jongeren met een beperking. De beschermheer van het fonds is Foppe de Haan. Ze was ook een van de Rookies2Rio. Dit project van NOC*NSF, onder leiding van Esther Vergeer, had als doel om zeven jonge Paralympische sporters in alle opzichten zo goed mogelijk voor te bereiden op hun mogelijke uitzending naar de Paralympische Spelen Rio 2016.